# Habracanthus atropurpureus
Habracanthus atropurpureus là một loài thực vật có hoa trong họ Ô rô. Loài này được (Lindau) J.R.I. Wood mô tả khoa học đầu tiên năm 1987.